# Worringer Bruch
Le Worringer Bruch est une zone marécageuse d'environ 164 hectares située dans l'extrême nord de Cologne, en Allemagne. C'est un ancien méandre du Rhin, presque entièrement ensablé, vieux d'environ 8 000 ans. La zone porte le nom du quartier de Cologne tout proche, Worringen, qui était une ville millénaire autonome, avec une histoire de plus de mille ans (première mention documentée en 922).

## Généralités
La zone est située 37,5 m au-dessus du niveau de la mer (référent Normalnull), c'est le point le plus bas de Cologne (le plus haut étant à 118,3 m dans le domaine forestier Königsforst). Le niveau d'eau dépend fortement de celui du Rhin. Le site, s'il comprend des forêts, des pâturages et des vergers, est principalement une plaine d'inondation. C'est un habitat régional précieux pour plusieurs espèces végétales et animales, dont certaines sont menacées de disparition.
C'est l'un des « poumons verts » de Cologne, et aussi un lieu de randonnée, et de découverte de la faune et de la flore). En 1991, le Worringer Bruch est classé site naturel protégé (Naturschutzgebiet).

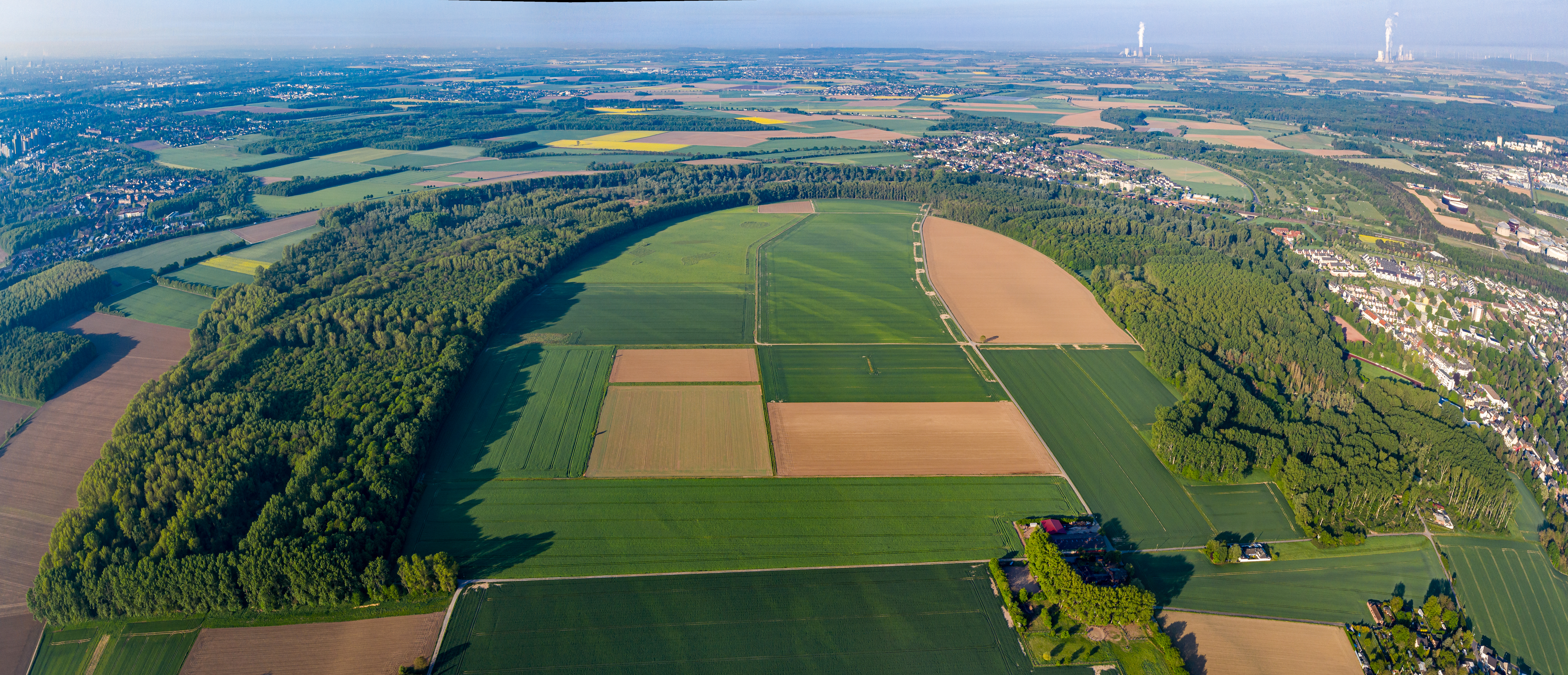
Le site vu du ciel : la forme en U de l'ancien méandre du Rhin reste bien visible.
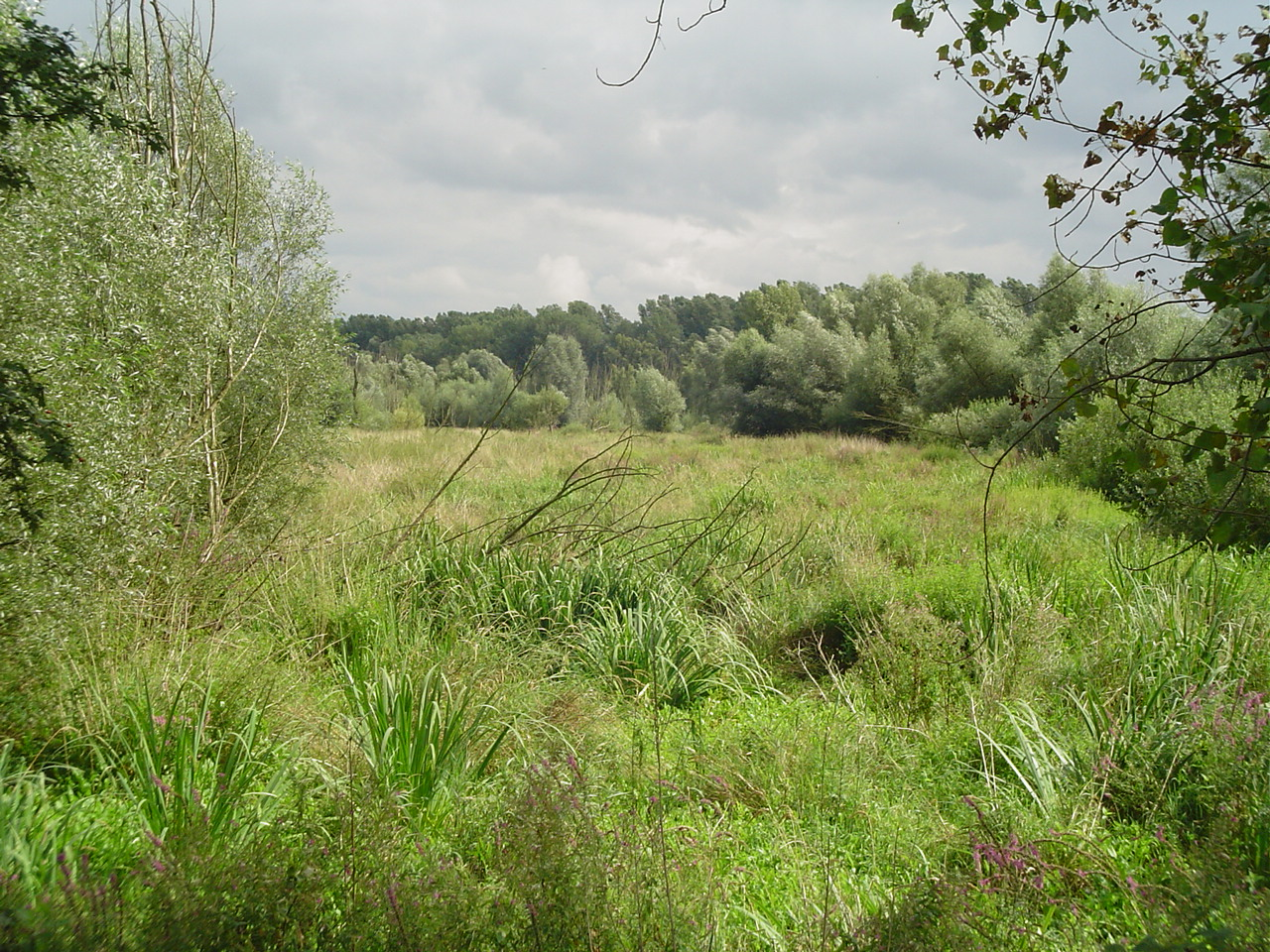
Une zone difficile d'accès pour l'Homme.
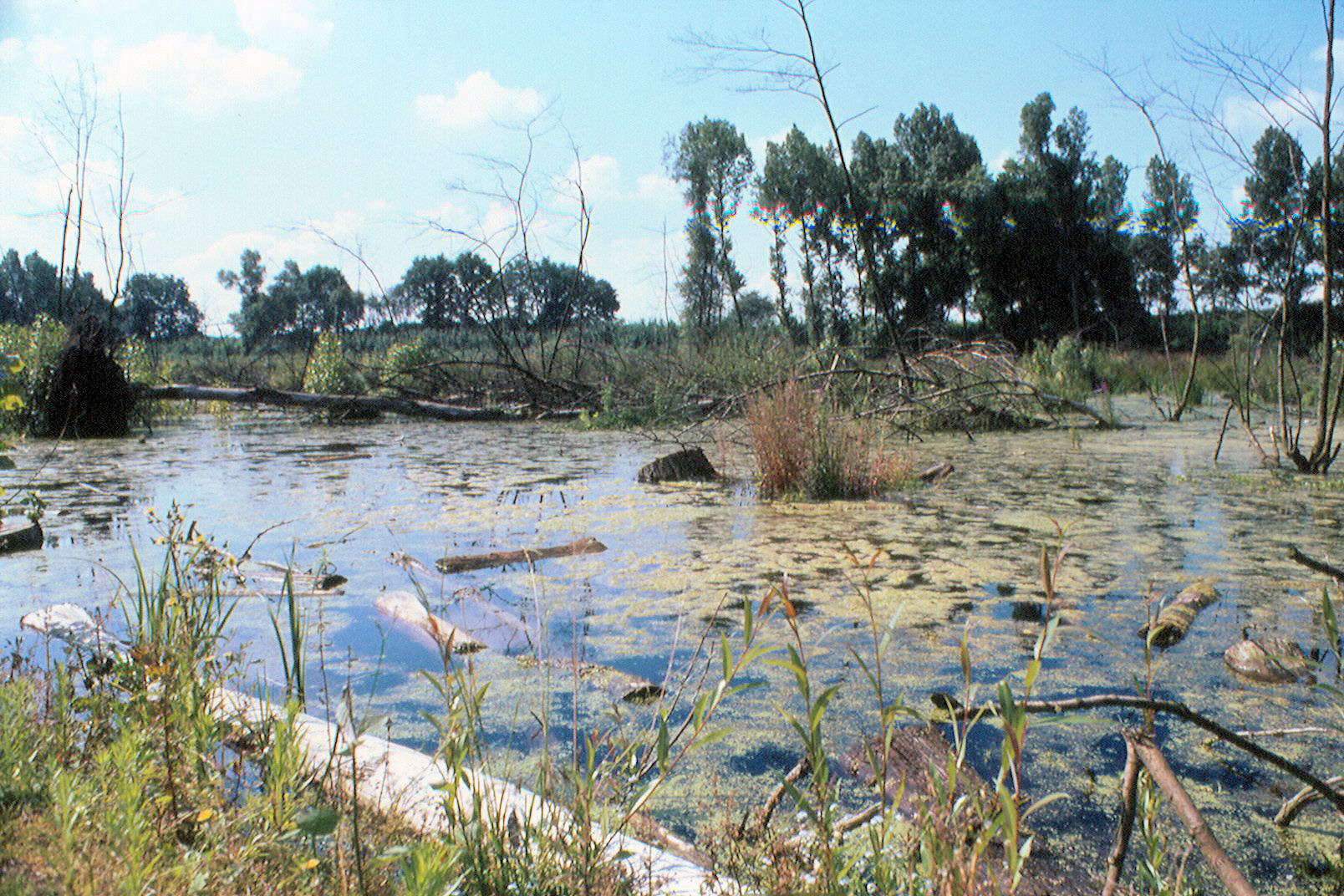
Une plaine d'inondation, dépendant du niveau des eaux du Rhin.

## Faune
Comme les lieux sont difficiles d'accès pour l'Homme, cela reste un habitat idéal pour de nombreuses espèces d'animaux et d'oiseaux. On y trouve par exemple :
- Anguis fragilis
- Crapaud commun
- différentes espèces de Microchiroptera
- Triton huppé
- Rossignol philomèle
- Loriot d'Europe
- Busard des roseaux
- Pic noir
- Hibou moyen-duc
- Bondrée apivore
- Ragondin
- quelques ratons laveurs